# Dirce Navarro De Camargo
Dirce Navarro De Camargo (* 1913 in Jaú; † 20. April 2013 in São Paulo) war eine brasilianische Unternehmerin.

## Leben
Camargo gehörte nach Angaben des Forbes Magazine 2013 zu den reichsten Brasilianern und war in The World’s Billionaires gelistet.
Ihr verstorbener Ehemann Sebastiao Camargo gründete 1939 das brasilianische Bauunternehmen Grupo Camargo Corrêa. Nach dessen Tod 1994 leitete sie einige Jahre das Bauunternehmen. Camargo hatte drei Töchter.